# Patrik Sehlstedt
Carl Patrik Sehlstedt, född 12 oktober 1902 i Stockholm, död 9 maj 1984, var en svensk psykiater.
Han var son till arkitekten Otilius Sehlstedt. Efter studentexamen i Stockholm 1921 blev Sehlstedt medicine kandidat 1925 och medicine licentiat 1930 vid Karolinska institutet. Han var extra assistent vid Statens bakteriologiska laboratorium 1930–31, extra läkare och t.f. underläkare vid Åre fjällkuranstalt 1931–32, t.f. underläkare vid Beckomberga sjukhus 1932, underläkare vid Långbro sjukhus 1932–36, assistentläkare vid Sankt Eriks sjukhus medicinska avdelning 1934, t.f. biträdande läkare och t.f. överläkare Långbro sjukhus 1936–37, biträdande läkare vid Stockholms stads hjälpbyrå för psykiskt sjuka 1936–48, underläkare vid psykiatriska avdelningen på Sankt Eriks sjukhus 1937–38, blev förste underläkare där 1939, biträdande läkare vid Långbro sjukhus 1941 och var överläkare där från 1950. 
Sehlstedt var föredragande i socialpsykiatriska ärenden hos Medicinalstyrelsen och författade skrifter i epidemiologi och psykiatri. 